# Windows 98
Windows 98 (кодовое название — Memphis) — графическая операционная система семейства Windows ориентированная на потребителя, выпущенная корпорацией Майкрософт 25 июня 1998 года. Это была вторая операционная система в линейке Windows 9x.
Является обновлённой версией Windows 95, по-прежнему являющейся гибридным 16/32-разрядным продуктом, основанным на MS-DOS 7.1. Улучшениям подверглась поддержка AGP, доработаны драйверы USB, добавлена поддержка работы с несколькими мониторами и поддержка WebTV. Как и в Windows 95 OSR 2.5, в интерфейс системы интегрирован Internet Explorer 4 (функция Active Desktop), а в Windows 98 Second Edition — Internet Explorer 5.
Windows 98 интегрирована в веб и имеет много общего со своей предшественницей. Большинство её улучшений были косметическими или разработаны для улучшения пользовательского опыта, но также было несколько функций, введённых для улучшения функциональности и возможностей системы, включая улучшенную поддержку и доступность USB, а также поддержку аппаратных улучшений, таких как DVD-плееры. Windows 98 была первой версией Windows, принявшей модель драйверов Windows, и представила функции, которые станут стандартными в будущих поколениях Windows, такие как очистка диска, обновление Windows, поддержка нескольких мониторов и общий доступ к подключению к Интернету. Microsoft позиционировала Windows 98 как «улучшенную» версию Windows 95, а не как полностью улучшенное следующее поколение Windows.
После выпуска Windows 98 была в целом хорошо принята за свой веб-интегрированный интерфейс и простоту использования, а также за устранение проблем, присутствовавших в Windows 95, хотя некоторые отмечали, что она была лишь незначительно более стабильной, чем Windows 95. По оценкам, было продано 58 миллионов лицензий Windows 98, и 10 июня 1999 года вышло одно крупное обновление, известное как Windows 98 Second Edition (SE). Внутренний номер «первой редакции» Windows 98 — 4.10.1998, SE (Second Edition) — 4.10.2222.
После выпуска в 2000 году преемника Windows Me основная поддержка Windows 98 и 98 SE прекратилась 30 июня 2002 года, а расширенная поддержка закончилась 11 июля 2006 года, одновременно с окончанием расширенной поддержки Windows Me.

## Новые возможности
- Появилась функция перевода компьютера в спящий режим;
- Была добавлена утилита конвертации файловой системы из FAT16 в FAT32 (название программы — Преобразование диска в FAT32), утилита проверки системных файлов sfc, проверки и архивации реестра scanreg и scanregw, улучшена программа дефрагментации, штатно включён пакет «Microsoft Plus!», имеющий в своём составе темы рабочего стола и агент сжатия;
- Появились расширенные настройки рабочего стола;
- Новая четвёртая версия Internet Explorer;
- Веб-узел Windows Update, с которого пользователь скачивал обновления для системы.

## Разработка
Разработка Windows 98 началась в 1996 году. Проекту было дано кодовое название «Memphis». Первая версия, выпущенная 16 июня 1996 года, называлась Developer Release. Версии Beta 2 (октябрь 1997) уже было присвоено название «Windows 98». Официально Windows 98 вышла 25 июня 1998 года.
| Номер сборки | Дата выхода          | Описание | Название                          |
| ------------ | -------------------- | --- | --------------------------------- |
| 1132         | 16 июня 1996 года    | Самая ранняя версия Windows 98, взята основа Windows 95 с небольшими изменениями                                          | Windows Memphis Developer Release |
| 1387         | 7 февраля 1997 года  | Первая бета-версия | Windows Memphis Beta 1            |
| 1546         | 25 июля 1997 года    | Вторая бета-версия | Windows 98 Beta 2                 |
| 1650         | 15 декабря 1997 года | Возможно обновление Windows 3.1x до данной версии Windows 98, также появились новый звук запуска и новый звук выключения. | Windows 98 Beta 3                 |
| 1691         | 16 февраля 1998 года | Release Candidate | Windows 98 Release Candidate      |
| 1998         | 11 мая 1998 года     | Финальная версия | Windows 98                        |
| 2222         | 5 мая 1999 года      | Второе издание | Windows 98 Second Edition         |

### Второе издание
Windows 98 Second Edition (Windows 98 SE) была выпущена 5 мая 1999 года. Обновлённая версия включает множество исправлений и дополнительных драйверов, Internet Explorer 4 заменён на 5-ю версию, появилась функция Internet Connection Sharing (Общий доступ подключения к Интернету). Также добавлен MS NetMeeting 3 и поддержка проигрывания DVD.
Системные требования к ОЗУ для Windows 98 SE увеличились до 24 Мб.
Майкрософт планировала прекратить поддержку Windows 98 16 января 2004 года, однако по причине невероятной популярности этой операционной системы поддержка была продлена до 11 июля 2006 года.

## Системные требования

#### Минимальные системные требования
- Процессор: 486 (66 MHz)
- Математический сопроцессор x86. Программа установки ОС завершается при его отсутствии.
- Свободное место на жёстком диске: 120 Мб
- Оперативная память: 8+ Мб
- Клавиатура, мышь
- VGA-адаптер с разрешением экрана 640х480x16 цветов

#### Официальные рекомендуемые системные требования
- Процессор: 486 (66 MHz)
- Свободное место на НЖМД: от 120 Мб до 295 Мб
- Оперативная память [ОЗУ]: 24 Мб
- Клавиатура, Мышь
- 3,5-дюймовый дисковод
- Привод CD
- Видеоадаптер VGA и выше.

## Неудача на презентации
20 апреля 1998 года проходила презентация операционной системы, которую транслировал телеканал CNN. Демонстрацию новых возможностей системы проводил глава компании Microsoft Билл Гейтс. Во время подключения сканера к демонстрационному компьютеру под управлением Windows 98 в системе возникла фатальная ошибка, вызвавшая синий экран смерти. Билл Гейтс тогда отшутился: «Должно быть, поэтому мы пока и не поставляем Windows 98».
Этот момент был запечатлён на видео прямой трансляции телеканала CNN.